# Torvikbukt
Torvikbukt är en tätort i Gjemnes kommun i Møre og Romsdal fylke i västra Norge. Orten ligger där fylkesväg 666 möter fylkesväg 6118, på södra sidan av Bergsøyfjorden.